# Gallia Club París
El Gallia Club, també conegut com a Gallia Club París per distingir-lo d'altres clubs del mateix nom, fou un club de futbol francès de la ciutat de París.

## Història
El club va ser fundat l'any 1896 i fou conegut amb el sobrenom de Les coqs (els galls). El Gallia Club fou una destacada entitat de la primera meitat del segle xx, i participà en el primer campionat de futbol del país, Le Championnat de USFSA, ingressant-hi la temporada 1896-97. Guanyà el seu únic campionat de l'USFSA la temporada 1904-05 en derrotar el Roubaix 1-0 al Parc dels Prínceps. El Gallia també guanyà les copes Manier i Dewar els anys 1904 i 1909, respectivament.
Figura emblemàtica del club fou Georges Bayrou, que més tard esdevingué un dels pares del professionalisme al futbol de França.
Amb la desaparició de l'USFSA, el Gallia començà a declinar. Es fusionà amb Stade d'Ivry el 1926, i desaparegué el 1940, just abans de la II Guerra Mundial.

## Palmarès
- Lliga francesa de futbol: 
  - 1904-05

- Copa Manier: 
  - 1904
- Copa Sheriff Dewar: 
  - 1909

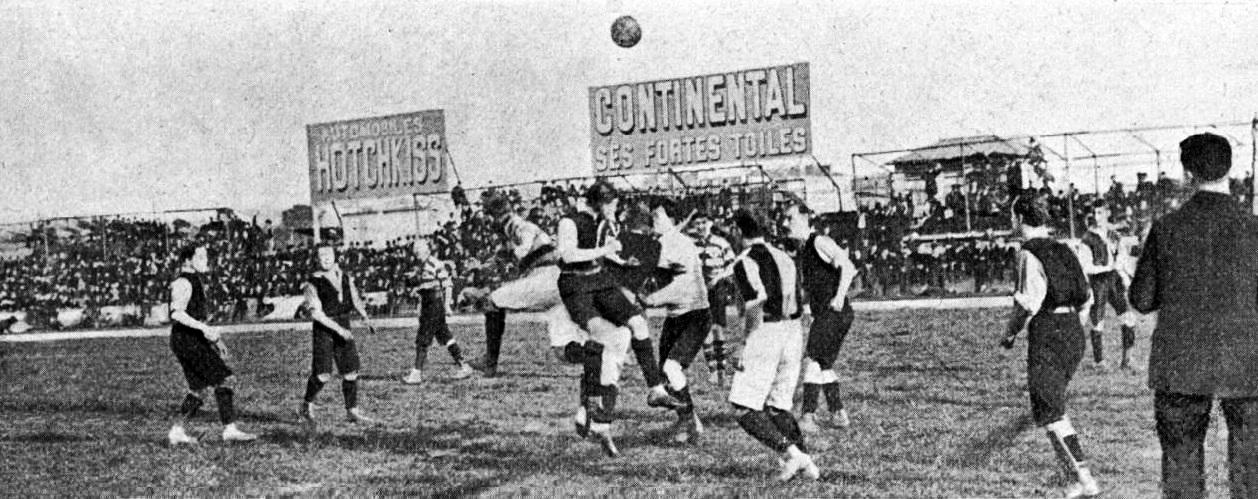
Gallia-Club campió de l'USFSL'abril del 1905.
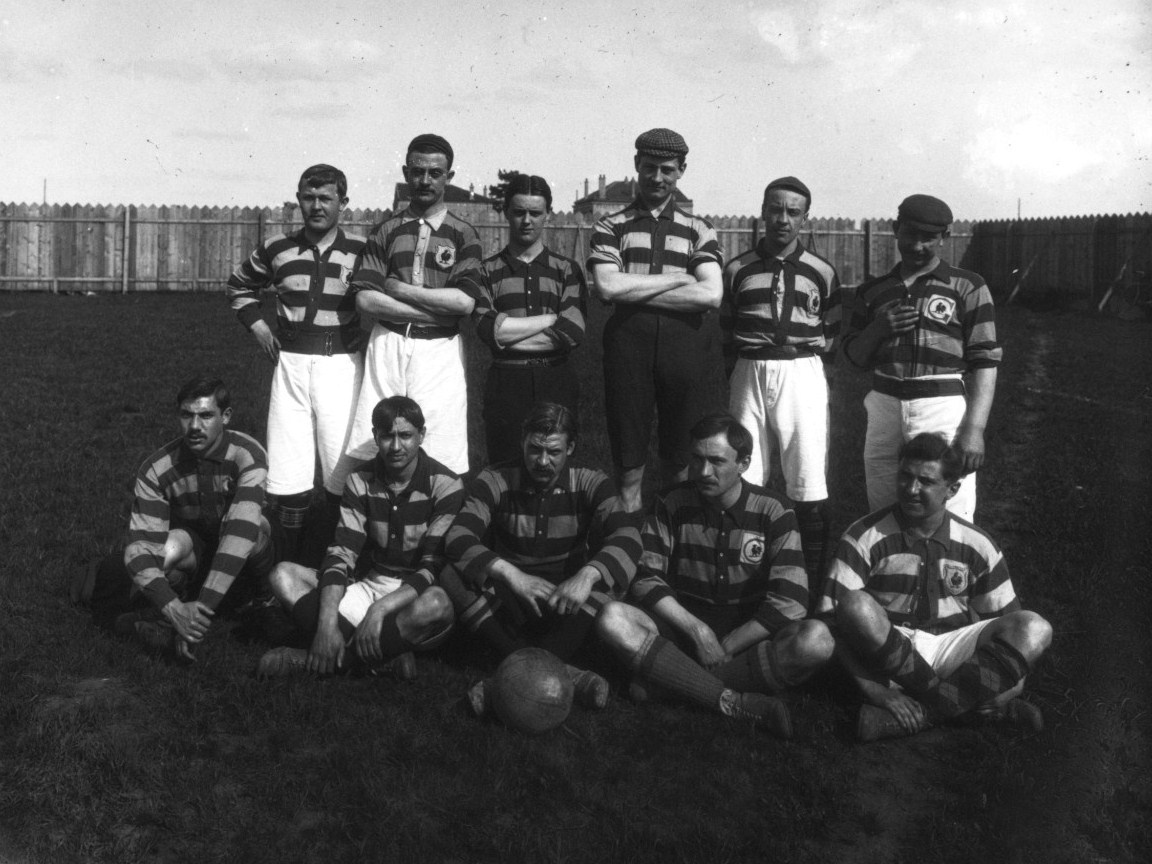
Gallia Club el 6 de maig de 1906, a la final de la Coupe Dewar.
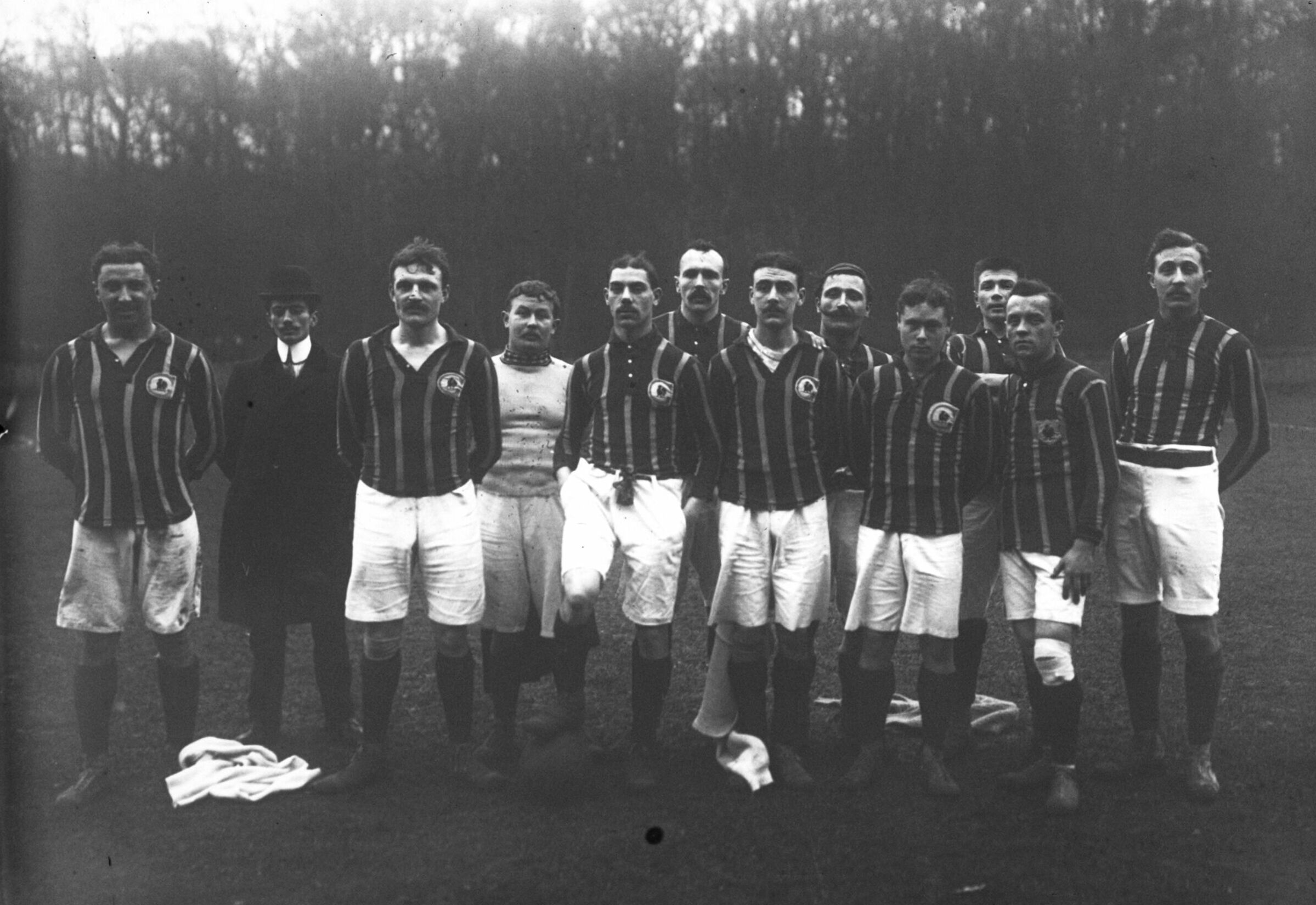
Gallia Club el 6 de gener de 1910.
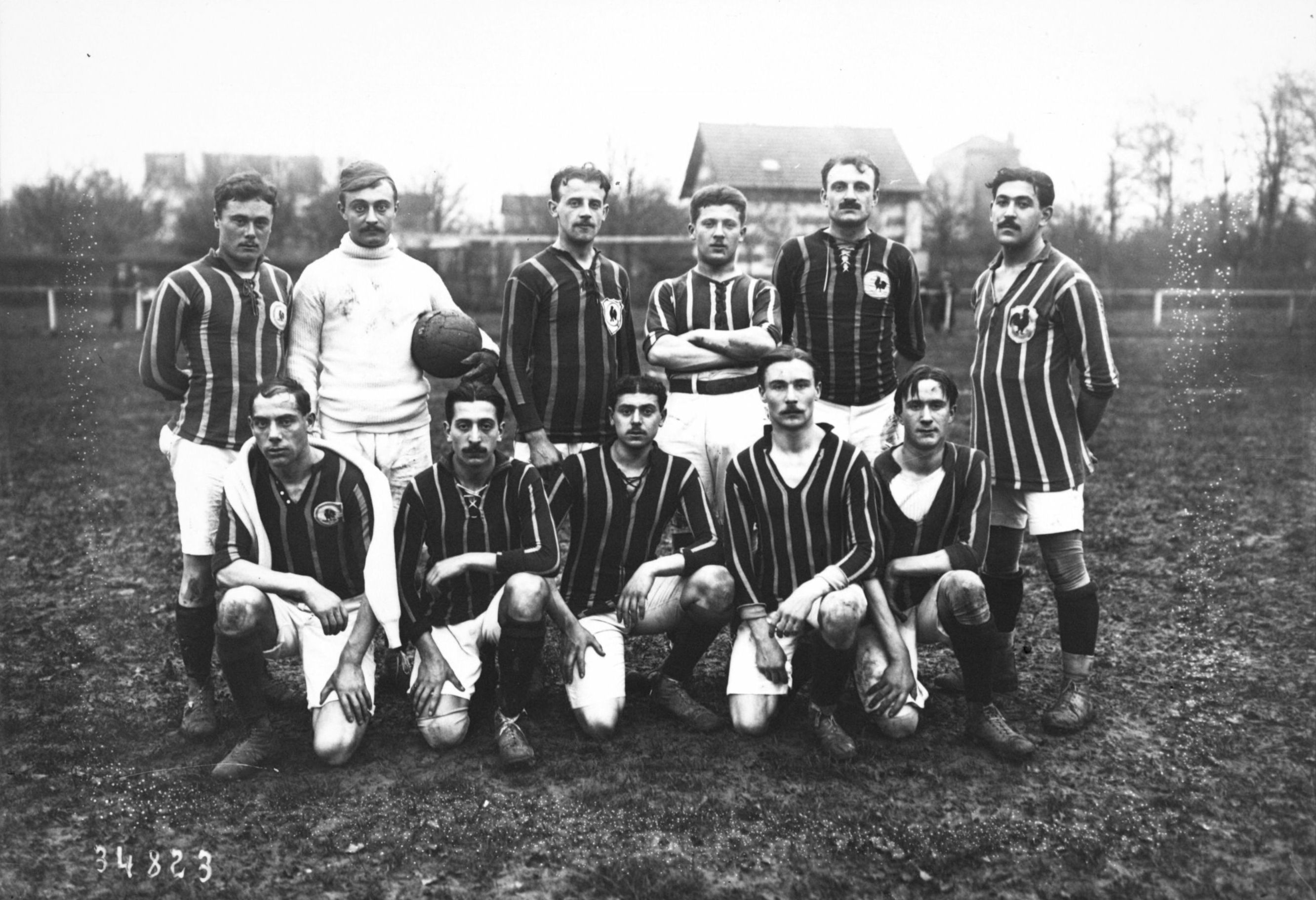
Gallia Club el 23 de novembre de 1913.